# Tripel-alfa-processen
Tripel-alfa-processen er en kernefysisk proces hvorved tre helium-atomkerner samles til en kulstof-atomkerne.
I udviklede stjerner med kerner, der har temperaturer på 100 millioner Kelvin og derover – og masser mellem 0,5 og 10 solmasser, kan helium forvandles til kulstof i Tripel-alfa-processen, der bruger beryllium som mellemled.
Processen er overmåde temperaturfølsom – den varierer med (K/108)41. En forøgelse af temperaturen på kun 10% medfører 50 gange så stor energiproduktion.
Model for betegnelser ved atomer: AZx hvor A er atomvægt, Z er antal protoner og x er det kemiske symbol.
Triple-alfa Helium-fusion forløber således

42He + 42He ←→ 8*4Be (−93.7 keV)
42He + 4Be → 12*6C + e+ + e-   (+ 7,367 MeV)
Nettoreaktionen er:
3 42He → 12*6C + γ   (+ 7,273 MeV)

8*4Be er en meget ustabil isotop. Hvis den ikke straks støder sammen med en tredje 4He, henfalder den til 24He.
| Naturvidenskab | Spire Denne naturvidenskabsartikel er en spire som bør udbygges. Du er velkommen til at hjælpe Wikipedia ved at udvide den. |